# Honoris Educational Network
Honoris Educational Network (HEN) est un établissement d'enseignement à distance situé à Vacoas-Phoenix, à l'île Maurice. Reconnu par l'état mauricien, l'établissement propose des formations en développement informatique, en science des données et en gestion.

## Historique
Créé en 2002, l'établissement s'établit dans les Highlands, près de Vacoas-Phoenix, en 2012. La première dénomination de l'école était YK Business School. L'établissement change de nom en 2020 pour adopter sa forme actuelle. 
En 2018, HEN rejoint le réseau d'enseignement supérieur africain Honoris United Universities. Rejoignant des établissements sud-africains (Regent), tunisiens (Université Centrale), marocains (EAC) et nigérians.
Depuis 2002, HEN compte environ 2000 alumni.

### Programme
HEN propose des diplômes de 4 institutions partenaires : Mancosa, Regent Business School,Red & Yellow et Le Wagon.
En 2021, un bootcamp de développement informatique est lancé avec Le Wagon.
En 2022, 17 programmes de HEN sont accrédités par l'État.